# راهبی که فراریش را فروخت
راهبی که فراریَش را فروخت (انگلیسی: The Monk Who Sold His Ferrari) یک کتاب در زمینه  خودیاری نوشته رابین شارما است. یکی از کتاب های معروف او، "باشگاه پنج صبحی‌ها" است.
این کتاب در سال ۱۹۹۹ توسط انتشارات هارپرکالینز منتشر شد تا سال ۲۰۱۳ سه میلیون نسخه از این کتاب بفروش رسیده است. همچنین در ایران توسط شبنم سلطانپور به فارسی ترجمه و در انتشارات آزرمیدخت به چاپ رسیده است.